# うん、何?
『うん、何?』（うん、なん?）は、2008年5月17日公開の日本映画。錦織良成監督の島根3部作の第2作。

## 概要
島根県雲南市が舞台の映画。監督は映画『白い船』や『ミラクルバナナ』などで監督を務めた錦織良成。
キャッチフレーズは「ここで生まれ、ここで生きる。」

## キャスト
- 須賀鉄郎 - 橋爪遼
- 稲田多賀子 - 柳沢なな
- 西尾裕二 - 松澤傑
- 神在久美子 - 平田薫
- 宇都宮国彦 - 岡太一
- 玉串圭子 - 加藤侑紀
- 須賀奈美 - 宮崎美子
- 須賀伊佐郎 - 菅田俊
- 須賀喜郎 - 伊藤幸純
- 須賀キヨエ - 大方斐紗子
- 稲田誠 - 虎牙光揮
- 稲田時江 - 中村麻美
- 稲田博子 - 栗田よう子
- 尾崎拓也 - 甲本雅裕
- 杉谷幹夫 - 長谷川初範
- 佐藤信吾 - 黄川田将也
- 西尾三郎 - 田山涼成
- 西尾健一 - 細川智三
- 中村和子 - 氏家恵
- 近所の親父 - 荒谷清水

※映画「うん、何?」ロケ地マップなどより引用

## スタッフ
- 監督・脚本：錦織良成
- 音楽：浜田真理子
- 撮影：はやしまこと
- 照明：吉角荘介・田辺浩
- 録音：小松将人・白取貢
- 美術：太田喜久男
- 編集：関口勇哉
- 題字：若月響子
- 音楽プロデュース：ノグチアツシ
- 音楽協力：美音堂
- エグセルティブプロデューサー：林照夫
- プロデューサー：宇都宮睦登　佐藤唯史
- 製作：2008「うん、何?」製作委員会
- 制作：護縁
- 製作協力：遊学（現キラキラ雲南）
- 製作支援：島根県雲南市
- 特別協力：陶山吉朗・ホシザキ電機株式会社・島根県・（財）島根経済文化振興会・JA雲南・ごうぎん島根文化振興財団
- 協賛：サンセイ電機株式会社
- 協力：雲南映画プロジェクト実行委員会・しまね映画祭実行委員会・しまね映画塾・しまね産業振興財団・IMAGICA・日活撮影所・アオイスタジオ・WOMBAT & Co.Film
- 配給協力：チェリヴァホール
- 配給：護縁

※映画「うん、何?」ロケ地マップなどより引用